# Amalia von Kleve

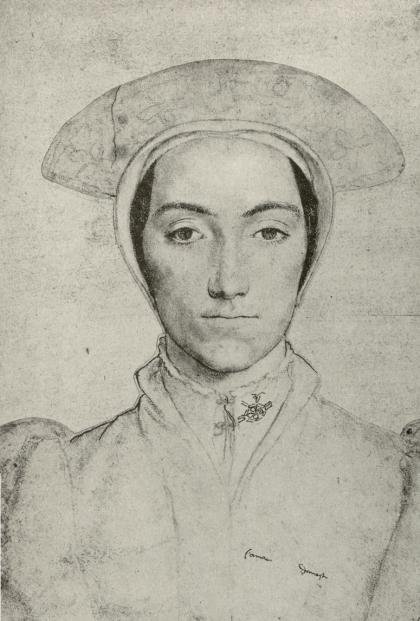
Prinzessin Amalia von Kleve-Jülich-Berg, Porträt durch Hans Holbein geschaffen.

Amalia von Kleve-Jülich-Berg (* 17. Oktober 1517 in Düsseldorf; † 1. März 1586 ebenda) war eine Prinzessin aus dem Hause von der Mark.
Sie wurde als jüngstes Kind von Herzog Johann III. und Maria von Jülich († 1543) geboren.

## Leben
Hans Holbein porträtierte Amalia und ihre ältere Schwester Anna von Kleve, um beide dem – sich auf Brautschau befindlichen – englischen König Heinrich VIII. im Bild vorzulegen. Der König entschied sich für das Porträt von Anna und heiratete Amalias Schwester.
Amalia von Kleve diente in den darauf folgenden Jahren als Spielball dynastischer Interessen. Es wurden langwierige Verhandlungen mit den Markgrafen von Baden bezüglich einer Allianzheirat zwischen den beiden Herrscherhäusern unternommen, die aber zu keinem Ergebnis führten.
Amalia wurde daher mit keinem Landesfürsten ehelich verbunden. Die dem lutherischen Bekenntnis anhängende Amalia lebte am Hofe ihres Bruders Wilhelm und führte als Erzieherin dessen Tochter Anna an den Protestantismus heran.

## Diverses
Amalia von Kleve trat auch als Verfasserin eines Liederbuches auf. Das erhaltene Original befindet sich in der Staatsbibliothek in Berlin, eine Abschrift dessen in der Frankfurter Stadt- und Universitätsbibliothek.